# Clube do Capitão AZA
Clube do Capitão AZA foi um programa  de televisão infantil brasileiro exibido pela TV Tupi entre 1968 e 1979, protagonizado pelo ator Wilson Vianna como Capitão AZA.

O Capitão AZA foi lançado em 1968, durante o regime militar, servindo como homenagem a um falecido herói da FAB que lutou na Segunda Guerra Mundial, o capitão aviador Adalberto Azambuja, que era conhecido como AZA entre os aviadores.
O Capitão AZA, com seu uniforme aeronáutico e o capacete de piloto com o "A" com duas asas, era interpretado pelo ator e policial civil Wilson Vianna e foi criado para tentar superar o programa concorrente da Rede Globo, Capitão Furacão, tendo conseguido tal objetivo após alguns meses, liderando a audiência junto aos mais jovens.
O Capitão Aza buscava trazer à tona bons conselhos como estudar, respeitar os mais velhos, compartilhar da amizade, carinho e amor das pessoas. Sempre que possível e principalmente nos finais de semana, levava as crianças a passeios turísticos promovidos pela TV Tupi junto com os patrocinadores Riotur e Casas Sendas. Ídolo de toda uma geração, passou a fazer parte do imaginário das crianças de então, que não parecem esquecê-lo até hoje.
O programa dava a oportunidade às crianças de se tornarem artistas através da "Mini Chance", espécie de programa de calouros, onde eles eram julgados por um júri. Os melhores ganhavam cadernetas de poupança e outros prêmios.
Durante os 13 anos que esteve a frente do programa Wilson Vianna visitou aproximadamente 100 escolas por ano, mantendo assim estreito contato pessoal com os fãs do programa. Em suas visitas sempre se fazia acompanhar de um policial-militar, um marinheiro, um bombeiro e um ex-oficial da FEB, levando a sua mensagem de civismo às crianças.
Nas datas festivas, como o 7 de Setembro, o desfilava com sua possante moto na Av. Presidente Vargas, no Rio de Janeiro, além de exaltar os feitos dos ex-combatentes da Força Expedicionária Brasileira (pracinhas) na campanha da Segunda Guerra Mundial.
Com estas palavras, começava o programa Clube do Capitão Aza, sucesso infantil da antiga TV Tupi Rio de Janeiro que esteve no ar durante 13 anos:
… Alô, alô Sumaré! Alô, alô Embratel! Alô, alô Intelsat 4! Alô, alô criançada do meu Brasil!, aqui quem fala é o Capitão Aza, comandante-chefe das forças armadas infantis deste Brasil.
Era apresentado de segunda à sexta, inicialmente apenas para o Rio de Janeiro e a partir de 1974 para todo o Brasil via satélite Embratel. Teve diversas fases e durações. Chegou a 4 horas de duração e por fim, em 1979, 1h e 15 minutos. No princípio era apresentado de dentro de um pequeno avião. Já nos anos 70 ganhou um novo cenário (mais futurista) lembrando uma nave espacial. Em 1974 ganhou mais um cenário. Com o advento da TV em cores o Capitão Aza teve de se adaptar à nova tecnologia e pintou seu capacete, até então branco, na cor abóbora, para ficar talvez mais visível no espaço de seu cenário. Os efeitos eram elaborados pelo técnico visual J. Reis.
Entre suas principais atrações, estavam os seriados Jeannie é um Gênio e A Feiticeira, os desenhos dos Heróis Marvel: Capitão América, Homem de Ferro, Thor, Hulk, Namor e Homem Aranha. Também houve espaço no horário para as séries de "Supermarionation" (animações de marionete) tais como, Thunderbirds, Capitão Escarlate, Joe 90 e Stingray. Outros desenhos apresentados em seu programa foram os desenhos da Turma da Pantera Cor de Rosa, Grump, O Feiticeiro Trapalhão, Anjo do Espaço, Super Robin Hood, Mr. Magoo, Esper: o Garoto a Jato, Vingadores do Espaço, Robô Gigante, Jerry Lewis, King Kong, Brasinhas do Espaço entre tantas outras.
Em 1973, o personagem Capitão Aza teve histórias em quadrinhos publicadas na revista "O Cruzeiro Infantil" da Editora O Cruzeiro. Após o fim da Editora o Cruzeiro em 1975, alguns títulos como Pimentinha e Gasparzinho passaram a ser publicados pela Editora Vecchi, outros como Luluzinha e Heróis da TV (com personagens da Hanna Barbera) foram para a Editora Abril. Mas o Capitão Aza, ao contrário dos outros personagens, não ganhou uma nova revista em quadrinhos. O personagem contudo, continuou associado aos quadrinhos quando, ainda em 1975, a TV Tupi fez uma parceira com a Bloch Editores (editora que publicava personagens da Marvel na época). O programa da TV Tupi (que exibia a série The Marvel Super Heroes) veiculou chamadas para as revistas da Bloch Editores e de seu "Clube do Bloquinho" que estavam sendo lançadas com os personagens que haviam sido publicados pela EBAL, além de novos personagens nunca antes publicados no Brasil. Todas as edições vinham com a coluna "Notícias do Capitão Aza" que divulgava as atividades do programas bem como as visitas, atividades e suas novas atrações. Essa parceira durou até 1978.
Em 1975, o Clube do Capitão Aza apresentou a série Batman, com Adam West, pela primeira vez a cores. Também em 1975, foi resgatado o desenho Speed Racer, que tinha sido exibido pela TV Globo carioca em 72/73 e como aquela ainda não era transmitida em rede nacional, não teve tanta repercussão. Quando exibido pela Tupi dentro do programa, o desenho alcançou o sucesso nacional. 
Em 1976, no Diário de Noticias, Capitão AZA teve tira produzida por Cláudio Almeida (roteiro) e Carlos Chagas (desenhos). 